# Alain Oreille
Alain Oreille (Sarre-Union, 22 april 1953) is een Frans voormalig rallyrijder. In het wereldkampioenschap rally was hij succesvol in de lagere categorieën, en zo won hij in de seizoenen 1989 en 1990 achtereenvolgend de wereldtitel in het Production World Rally Championship.

## Carrière
Alain Oreille maakte in 1974 zijn debuut in de rallysport en spendeerde lange tijd door op nationaal niveau. Pas in 1984 maakte hij voor het eerst een optreden in het wereldkampioenschap rally. Hij greep hierin naar zijn eerste top tien finish in Monte Carlo 1986, achter het stuur van een semi-fabrieks Renault 11 Turbo. In het seizoen 1989 stapte hij over naar een Renault 5 GT Turbo, uitkomend in de Groep N productieklasse; hiervoor was inmiddels een apart rijderskampioenschap voor opengesteld. Met deze auto greep hij gelijk naar de wereldtitel in deze categorie, een succes dat tevens werd aangevuld met een uitzonderlijke WK-overwinning in Ivoorkust datzelfde jaar. Dit bewijst tot op heden nog steeds de enige overwinning van een voorwielaangedreven Groep N auto in het WK te zijn.
Oreille verdedigde zijn titel in het seizoen 1990 succesvol, al ontbrak er ditmaal een overwinning. In de vroege jaren negentig stapte hij over naar het Clio-model, waarmee het succes op internationaal niveau niet meer terugkwam. Hij bleef nog jarenlang voor Renault rijden (hij werkte onder meer nog een programma af in het Brits kampioenschap) voordat hij in 1996 zijn rally-carrière beëindigde.

## Complete resultaten in het wereldkampioenschap rally

### Overwinningen
| Nr. | Seizoen | Rally                      | Navigator        | Auto               |
| --- | ------- | -------------------------- | ---------------- | ------------------ |
| 1   | 1989    | 21ème Rallye Côte d'Ivoire | Gilles Thimonier | Renault 5 GT Turbo |

### Overzicht van deelnames
| Seizoen | Inschrijving            | Auto                  | 1      | 2      | 3   | 4     | 5      | 6      | 7     | 8   | 9      | 10     | 11    | 12    | 13     | 14     | Pos. | Punten |
| ------- | ----------------------- | --------------------- | ------ | ------ | --- | ----- | ------ | ------ | ----- | --- | ------ | ------ | ----- | ----- | ------ | ------ | ---- | ------ |
| 1984    | Alain Oreille           | Renault 11 Turbo      | MON    | ZWE    | POR | KEN   | FRA 21 | GRI    | NZL   | ARG | FIN    | ITA    | IVK   | GBR   |        |        | -    | 0      |
| 1985    | Alain Oreille           | Renault 11 Turbo      | MON 15 | ZWE    | POR | KEN   | FRA NF | GRI    | NZL   | ARG | FIN    | ITA    | IVK   | GBR   |        |        | -    | 0      |
| 1986    | Alain Oreille           | Renault 11 Turbo      | MON 8  | ZWE    | POR | KEN   | FRA NF | GRI    | NZL   | ARG | FIN    | IVK    | ITA   | GBR   | VST    |        | 49   | 3      |
| 1987    | Alain Oreille           | Renault 11 Turbo      | MON NF | ZWE    | POR | KEN   |        |        |       |     |        |        |       |       |        |        | 62   | 2      |
| 1987    | Philips Renault Elf     | Renault 11 Turbo      |        |        |     |       | FRA 9  | GRI    | VST   | NZL | ARG    | FIN    | IVK   | ITA   | GBR    |        | 62   | 2      |
| 1988    | Alain Oreille           | Renault 11 Turbo      | MON 4  | ZWE    | POR | KEN   |        |        |       |     |        |        |       |       |        |        | 28   | 11     |
| 1988    | Simon Racing            | Renault 5 GT Turbo    |        |        |     |       | FRA 10 | GRI    | VST   | NZL | ARG    | FIN    | IVK   | ITA   | GBR    |        | 28   | 11     |
| 1989    | Simon Racing            | Renault 5 GT Turbo    | ZWE    | MON 10 | POR | KEN   | FRA 8  | GRI    | NZL   | ARG | FIN    | AUS 12 | ITA 9 | IVK 1 | GBR    |        | 10   | 26     |
| 1990    | Simon Racing            | Renault 5 GT Turbo    | MON 13 | POR 14 | KEN | FRA 8 | GRI 13 | NZL 10 | ARG 6 | FIN | AUS NF | ITA 17 | IVK 3 | GBR   |        |        | 11   | 22     |
| 1992    | Société Diac            | Renault Clio 16S      | MON    | ZWE    | POR | KEN   | FRA 10 | GRI    | NZL   | ARG | FIN    | AUS    | ITA   | SPA   | IVK    | GBR    | 70   | 1      |
| 1993    | Société Diac            | Renault Clio Williams | MON    | ZWE    | POR | KEN   | FRA 9  | GRI    | ARG   | NZL | FIN    | AUS    | ITA   | SPA   | GBR    |        | 58   | 2      |
| 1994    | Société Diac            | Renault Clio Williams | MON NF | ZWE    | POR | KEN   | FRA NF | GRI    | ARG   | NZL | FIN    | AUS    | ITA   | SPA   | GBR    |        | -    | 0      |
| 1995    | Renault Dealer Rallying | Renault Clio Maxi     | MON    | ZWE    | POR | KEN   | FRA    | GRI    | ARG   | NZL | FIN    | AUS    | ITA   | SPA   | GBR 10 |        | 35   | 1      |
| 1996*   | Renault Dealer Rallying | Renault Mégane Maxi   | MON    | ZWE    | POR | KEN   | IDN    | FRA    | GRI   | NZL | ARG    | FIN    | AUS   | ITA   | SPA    | GBR NF | -    | -      |

* Nam enkel deel aan rally´s die buiten het rijders- en constructeurskampioenschap vielen.